# Nata Menabde
Nata Menabde (ur. 27 maja 1960) – gruzińska lekarka, przedstawicielka Gruzji w WHO. Od 2015 roku pełni funkcję dyrektora wykonawczego WHO.

## Życiorys
W 1983 roku ukończyła Państwowy Instytut Medyczny w Tbilisi. W 1986 roku uzyskała stopień doktora nauk medycznych na Akademii Nauk Medycznych ZSRR w Moskwie. Dzięki stypendium Thomasa Jeffersona ukończyła kurs na University of York w Wielkiej Brytanii. Studiowała w Nordiska högskolan för folkhälsovetenskap (Nordyckiej Szkole Zdrowia Publicznego) w Göteborgu w Szwecji. W latach 90. XX wieku pracowała w Ministerstwie Zdrowia Gruzji. Kierowała pracą Europejskiego Biura Regionalnego WHO w zakresie polityk i systemów zdrowotnych i była odpowiedzialna za prace WHO w 35 krajach. Pełniła funkcję zastępcy dyrektora regionalnego Europejskiego Biura Regionalnego WHO. Kierowała biurem WHO w Indiach. Za jej kadencji w 2014 roku Indie otrzymały od WHO certyfikat kraju wolnego od polio.
Od maja 2015 roku jest dyrektorem wykonawczym Światowej Organizacji Zdrowia. W 2019 roku była kandydatką Gruzji na stanowisko dyrektora regionalnego Światowej Organizacji Zdrowia (WHO) na Europę.